# أداميت
الأداميت هو معدن هيدروكسيد زرنيخات الزنك، Zn2AsO4OH. وهو معدن يوجد عادة في منطقة مؤكسدة أو مجوية فوق تواجدات خام الزنك. والأداميت النقي عديم اللون، لكنه عادة ما يكتسب اللون الأصفر بسبب خليط مركبات الحديد. كما توجد به صبغات خضراء وترتبط مع بدائل النحاس في البنية المعدنية. والأوليفينات هي زرنيخات نحاس متساوية البنية مع الأداميت وهناك تبديل كبير بين الزنك والمحاس مما أدى إلى وجود مركب وسيط يُسمى كيبرودامايت. أما الزينكوليفنايت فهو معدن تم اكتشافه مؤخرًا وهو معدن ذو مركب وسيط يحمل الصيغة (AsO4)(OH). كما يتم استبداله أيضًا بـالمنغنيز والكوبالت والنيكل في البنية. كما أن مركب فوسفات الزنك المنتظم، تارباتايت، معروف أيضًا.

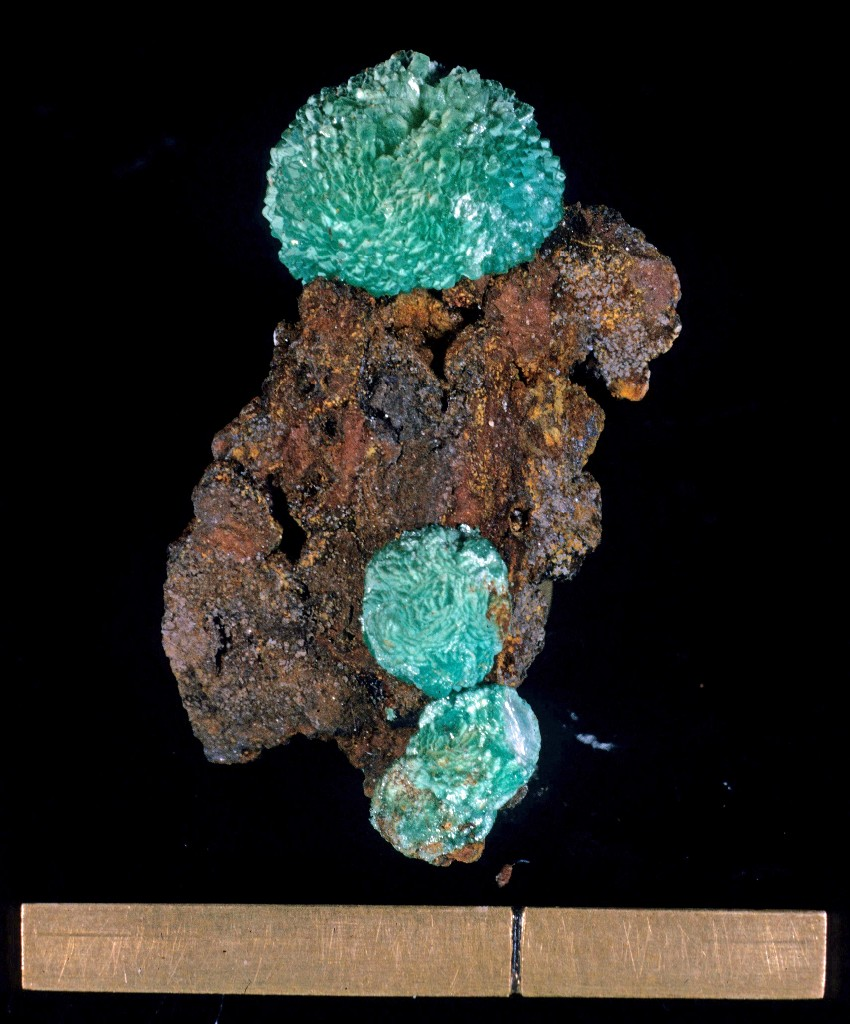
الأداميت على الليمونايت من جولد هيل ديستريكت بـمقاطعة تويلي، الولايات المتحدة الأمريكية - المقياس في القاع تقريبًا 2.5 سم.

## الوجود
يوجد الأداميت كمعدن ثانوي في المنطقة المؤكسدة من الزنك والزرنيخ التي تحمل الوراسب المعدنية الحرارية المائية. ويوجد مع معادن السميثسونايت والهميمورفايت والسكورودايت والأوليفنايت والكالسيت والمرو وأكسيدي الحديد والمنجنيز.
تجعل البلورات الملونة باللون الأصفر إلى الأخضر الليموني اللامع مع التألق المميز للدروز من الأداميت معدن مفضل بين جامعي المعادن. ويوجد المعدن في مابيمي والمكسيك واليونان؛ وكاليفورنيا ويوتا في الولايات المتحدة.
وقد سُمي الأداميت على اسم أخصائي المعادن الفرنسي جيلبرت جوزيف آدم (1795-1881). وتم وصفه لأول مرة عام 1866 لوجوده في نوع التجمع في تشانارسيلو، مقاطعة كوبيابو، منطقة أتاكاما، تشيلي.